# آرمان زرین‌کوب
آرمان زرین‌کوب تهیه‌کننده اهل ایران است.

## آثار
- مجموعه‌های تلویزیونی
- (۱۳۸۵) مرگ تدریجی یک رؤیا شبکه دو
- (۱۳۸۸) ستایش ۱ شبکه سه
- (۱۳۹۲) شهر عسلی شبکه کردستان
- (۱۳۹۳) ستایش ۲ شبکه سه
- (۱۳۹۵)ماه و پلنگ شبکه سه
- (۱۳۹۸)ستایش ۳ شبکه سه[۷]
- (۱۳۹۹)بوم و بانو شبکه دو[۸]
- (۱۴۰۰) یاور شبکه سه[۹][۱۰]
- روزهای خوشی و دلخوشی همراه اسماعیل عفیفه